# Coriolano Cippico
Coriolano Cippico (Traù, 1425 – 1493) è stato un storiografo e umanista italiano.

## Biografia
Figlio di Pietro e Pellegrina Cega, nacque in una famiglia della nobiltà locale fedele alla Repubblica di Venezia. Studiò prima nella città natale, quindi all'università di Padova, dove è documentato più volte tra il 1443 e il 1453. Conseguita la laurea in utroque iure, per un breve periodo avrebbe esercitato la professione di avvocato (forse a Venezia), ma tornò successivamente a Traù dove si divise tra l'amministrazione del suo patrimonio e gli studi classici. Nella stessa città ricoprì anche diverse cariche pubbliche e fu più volte inviato a Venezia come oratore.
Dopo il ritorno in Dalmazia aveva sposato Giacobina Lodi, che gli diede un figlio e due figlie. Rimasto vedovo, si risposò con Nicoletta Andreis, da cui ebbe una figlia e quattro figli; tra questi, Giovanni e Alvise, che furono arcivescovi di Zara.
La sua notorietà è legata ai Petri Mocenici imperatoris gestorum libri tres, un dettagliato resoconto della spedizione di Pietro Mocenigo in Levante pubblicato verso la fine del 1477. Nel 1470, dopo che Negroponte era stata conquistata dagli Ottomani di Maometto II, la Serenissima aveva chiesto alla città di Traù di armare una galea da unire alla flotta capitanata dal generale veneziano. Il Cippico, nominato sopracomito dell'imbarcazione, fu testimone diretto di tutti i principali eventi.
Legato da rapporti di amicizia con Marco Antonio Sabellico, fu uno dei maggiori rappresentanti dell'Umanesimo in Dalmazia, autore di opere letterarie e raccoglitore di codici. Promosse lo sviluppo culturale della sua città e della propria regione di appartenenza.